# Röchling Völklingen
Röchling Völklingen – niemiecki klub piłkarski, grający obecnie w Oberlidze Nadrenia-Palatynat/Saara (odpowiednik piątej ligi), mający siedzibę w mieście Völklingen, leżącym w kraju związkowym Saara.

## Historia
- 26.04.1906 – został założony jako FC Völklingen 06
- 1916 – zawieszenie działalności i rozpad klubu
- 24.03.1919 – został na nowo założony jako VfB Völklingen
- ??.08.1919 – zmienił nazwę na SV Völklingen 06
- 1945 – został rozwiązany
- 1946 – został na nowo założony jako SV Völklingen 06
- 1952 – zmienił nazwę na SV Röchling Völklingen 06

## Sukcesy
- 1 sezon w Oberlidze Südwest (1. poziom): 1947/48 (jako SV Völklingen).
- 4 sezony w Amateurlidze Saarland (2. poziom): 1948/49-1951/52 (jako SV Völklingen).
- 2 sezony w 2. Oberlidze Südwest (2. poziom): 1961/62-1962/63.
- 11 sezonów w Regionallidze Südwest (2. poziom): 1963/64-1973/74.
- 4 sezonów w 2. Bundeslidze Süd (2. poziom): 1974/75-1976/77 i 1979/80.
- 10 sezonów w Amateurlidze Saarland (3. poziom): 1952/53-1960/61 i 1977/78.
- 4 sezony w Amateur-Oberlidze Südwest (3. poziom): 1978/79, 1980/81-1981/82 i 1983/84.
- wicemistrz Regionalliga Südwest (2. poziom): 1972 i 1973 (przegrywa baraże o awans do Bundesligi)
- mistrz Amateurliga Saarland (3. poziom): 1960 (przegrywa baraże o awans do 2. Oberligi Südwest) oraz 1961 (awans do 2. Oberligi Südwest)
- mistrz Oberliga Südwest (3. poziom): 1979 (awans do 2. Bundesligi)
- mistrz Verbandsliga Saarland: 1983 (jako 4. poziom), 2002 (jako 5. poziom) i 2011 (jako 6. poziom) – (awanse do Oberligi Südwest)
- mistrz Landesliga Saarland – Gruppe Südwest (6. poziom): 1998 (awans do Verbandsligi Saarland)